# Mazda Navajo
Mazda Navajo – samochód osobowy z segmentu kompaktowych SUV-ów produkowany pod japońską marką Mazda w latach 1991–1994. Oferowany był na rynku północnoamerykańskim. Pojazd konstrukcyjnie pokrewny był z modelem Explorer Forda, występował w wersji 2WD i 4WD. Do napędu służył silnik V6 4.0 Cologne Forda, zblokowany był on z 4-biegowym automatem bądź 5-biegową skrzynią manualną.

## Dane techniczne

### V6 4.0 2WD
Źródło:
- V6 4,0 l (3958 cm³) Ford Cologne
- Układ zasilania: wtrysk
- Moc maksymalna: 157 KM (115,5 kW) przy 4200 obr./min lub 162 KM (119 kW) przy 4000 obr./min
- Maksymalny moment obrotowy: 298 N•m przy 2400 obr./min lub 305 Nm przy 2500 obr./min
- Średnie zużycie paliwa/100 km: 12,4 lub 13,1 l